# 阿萬英昭
阿萬 英昭（あまん ひであき、1927年12月6日 - 1998年2月5日）は、日本の経営者。日本新薬社長、会長を務めた。大分県出身。

## 経歴
1948年に熊本薬学専門学校薬学科を卒業し、同年に日本新薬に入社。
1977年に取締役に就任し、1981年6月に常務を経て、1987年6月に社長に就任。1997年6月に会長に就任。
1998年2月5日骨腫瘍のために死去。70歳没。